# Флекс Віллер
Флекс Віллер (англ. Flex Wheeler) — видатний американський культурист, якому належить рекорд за кількістю перемог на конкурсі Айронмен Про (1993, 1995, 1996, 1998) та конкурсі Арнольд Класік (1993, 1997, 1998, 2000). Триразовий срібний призер конкурсу Містер Олімпія (1993, 1998, 1999). Його дебют в 1993 році на професійній сцені після 4 безперервних перемог і другого місця, після Доріана Єйтса на конкурсі Містер Олімпія є найграндіознішою в історії організації IFBB.

## Ранні роки
З дитинства Флекс почав захоплюватися бойовими мистецтвами. Завзято працюючи над собою, він був добре розвинений фізично, тому вирішив зайнятися бодібілдінгом. Але «качалку» він все-таки ставив на другий план. Піднявшись на ноги, Флекс трохи попрацював поліцейським, але потім повністю зосередився на заняттях у спортзалі. Він вирішив стати професійним культуристом і взяв собі псевдонім «Flex» (гнучкий).

## Біографія
Його перші змагання пройшли в 1983 році, а свій перший турнір Флекс виграв у 1989 році — чемпіонат NPC Містер Каліфорнія. У 1993 році він зайняв друге місце на Олімпії (після Доріана Ятса), (то ж він повторив в 1998 і 1999 роках). Крім того, він часто вигравав Айронмен і Арнольд Класік, Гран-прі Франції, South Beach Pro, Ніч Чемпіонів і Гран-прі Угорщини. На змаганнях Уіллер показував себе як зарозумілий і впевнений у собі спортсмен. Завдяки юнацькому захопленню бойовими мистецтвами у нього прекрасно розвинена гнучкість, незважаючи на його масивну статуру. Свого часу Арнольд Шварценеггер відгукувався про Уіллера, як про одного з найбільших культуристів, яких він коли-небудь бачив.
У 1994 році Флекс потрапив у страшну автомобільну аварію, через яку він мало не залишився паралізованим. Флексу довелося почати мало не з нуля, але він з дивовижною швидкістю повернувся до вищих місць на змаганнях.
У 1999 році у Віллера виявили досить важку форму захворювання нирок. Незважаючи на спекуляції преси з цього приводу, Віллер офіційно заявив, що хвороба є спадковою, а не наслідком самостійних дій. У 2000 році Уіллер заявив про відхід з бодібілдингу. Однак у 2002 році він все-таки вирішив виступити на Олімпії. Це викликало багато глузувань і недовіри — після невизначеності з хворобою нирок. За результатами аналізів не було виявлено заборонених речовин в крові, тому ми й побачили Флекса на сьомому місці Олімпії 2002. У 2003 році йому зробили операцію з трансплантації нирки.
Після виходу на пенсію Віллер знову повернувся до бойових мистецтв, а саме Кемп-Квон-До (варіант Кемпо і Те Квон До). Він брав участь у показових поєдинках в 2005 році на конкурсі Арнольд Класік.
Зараз Флекс працює на посаді виконавчого директора з ЗМІ та зв'язків з громадськістю в компанії All American EFX (компанія спеціалізується на спортивному харчуванні) в Бейкерсфілд, штат Каліфорнія. Також його можна побачити в рекламних роликах чи плакатах компанії.
25 жовтня 2019 року Флекс Віллер повідомив про те, що йому ампутували частину правої ноги. Причиною стало загострення проблем с кровообігом в правій нозі, які почали загрожувати життю Флекса.

## Виступи
- Містер Олімпія — 2-ге місце (1998, 1999) 3-тє місце (2000), 7-ме місце (2002).
- Арнольд Класік — 1-ше місце (1993, 1998, 1997), 2-ге місце (1996).
- Ironman Pro Invitational — 2-ге місце (2000).
- Ніч Чемпіонів — 1-ше місце (1996).
- Нейшоналс — 2-ге місце (1993).